# ویلیام ثرستن
 ویلیام ثرستن (انگلیسی: William Thurston؛ ۳۰ اکتبر ۱۹۴۶ – ۲۱ اوت ۲۰۱۲) یک دانشمند در زمینه توپولوژی اهل ایالات متحده آمریکا بود.
وی همچنین برنده جوایزی همچون مدال فیلدز شده است.